# Joachim Ernst av Anhalt

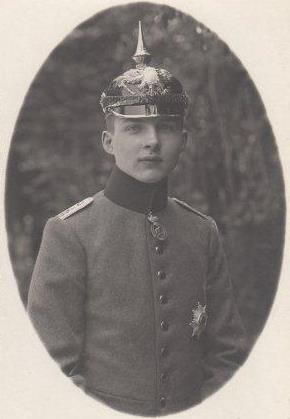
Joachim Ernst av Anhalt 1918.

Joachim Ernst av Anhalt, född den 11 januari 1901 i Dessau, död den 18 februari 1947 i lägret Buchenwald som rysk krigsfånge, var från den 13 september till den 12 november 1918 den siste regerande hertigen av hertigdömet Anhalt.
Han var sonson till Fredrik I av Anhalt och son till hertig Eduard av Anhalt, vilken liksom Joachim Ernst endast regerade en kort period 1918.
Han var endast 17 år vid den tyska novemberrevolutionen 1918. Å hans vägnar abdikerade hans farbror och förmyndare, prinsregenten Aribert, för honom.
Joachim Ernst var gift två gånger, den första 1927 med Elisabeth Strickrodt (1903-1971). Äktenskapet var barnlöst och slutade med skilsmässa 1929. Samma år gifte Joachim Ernst om sig med Edda Marwitz von Stephani (1905-1986), med vilken han fick följande barn:
- Alexandra (1930-1993)
- Anna Luise (född 1933)
- Friedrich (1938-1963)
- Edda (född 1940)
- Eduard, hertig av Anhalt och hertig av Sachsen (född den 3 december 1941 i Ballenstedt) och nuvarande pretendent till den anhaltska tronen. Gift den 21 juli 1980 med Corinna Kronlein (född den 19 augusti 1961), med vilken han har tre barn: Julia (född den 14 december 1980), Eilika (född den 3 januari 1985), Felicitas (född den 14 maj 1993).

Joachim Ernst, som var medlem i NSDAP, blev efter krigsslutet 1945 tillfångatagen av sovjetiska styrkor och avled den 18 februari 1947 som krigsfånge i det tidigare koncentrationslägret Buchenwald, 46 år gammal.